# دورينل مونتيانو
دورينل مونتينو (بالرومانية: Dorinel Munteanu)‏، من مواليد 25 يونيو 1968 في غراديناري في رومانيا، لاعب كرة قدم روماني حالي، ومدرب كرة قدم حالي.
بدأ مسيرته الكروية مع نادي ميتالول بوسكا في موسم 1986/1987، وفي موسم 1987/1988 انتقل إلى نادي ريسيتا، وفي موسم 1988/1989 انتقل إلى نادي أولت، ولعب معهم 31 مباراة وسجل هدفين، وفي عام 1989 انتقل إلى نادي سيبو، ولعب معهم حتى عام 1991، وشارك معهم في 47 مباراة وسجل 7 أهداف، وفي عام 1991 انتقل إلى نادي دينامو بوخارست، ولعب معهم حتى عام 1993، وشارك معهم في 67 مباراة وسجل 27 هدف، وفي عام 1993 انتقل إلى نادي سيركل بروج، ولعب معهم حتى عام 1995، وشارك معهم في 68 مباراة وسجل 13 هدف، وفي عام 1995 انتقل إلى نادي كولن الألماني، ولعب معهم حتى عام 1999، وشارك معهم في 133 مباراة وسجل 18 هدف، وفي عام 1999 انتقل إلى نادي فولسبورغ الألماني، ولعب معهم حتى عام 2003، وشارك معهم في 101 مباراة وسجل 11 هدف، وفي عام 2003 انتقل إلى نادي دينامو بوخارست، ولعب معهم حتى عام 2005، وشارك معهم في 33 مباراة وسجل هدفين، وفي موسم 2005/2006 انتقل إلى نادي كلوي نابوكا، ولعب معهم 21 مباراة، وهو يلعب الآن مع نادي أرغيس بيتيسي.
و قد لعب مع منتخب رومانيا لكرة القدم بين عامي 1991 و2006، وشارك معهم في 131 وهو أكثر لاعب يشارك مع المنتخب في تاريخه، وسجل 16 هدف.
و في موسم 2005/2006 درب نادي كلوي نابوكا، ومنذ عام 2006 وهو يدرب نادي أرغيس بيتيسي.

## روابط خارجية
- دورينل مونتيانو على موقع الاتحاد الدولي (مؤرشف)  (الإنجليزية)
- دورينل مونتيانو على موقع الاتحاد الأوربي (الإنجليزية)
- دورينل مونتيانو على موقع قاعدة بيانات كرة القدم.إي يو (الإنجليزية)
- دورينل مونتيانو على موقع ناشيونال فوتبول تيمز (الإنجليزية)
- دورينل مونتيانو على موقع عالم كرة القدم.نت (الإنجليزية)
- دورينل مونتيانو على موقع كووورة